# Enese, Győr-Moson-Sopron
Enese  este un sat în districtul Győr, județul Győr-Moson-Sopron, Ungaria, având o populație de 1.768 de locuitori (2011). 

## Demografie
Componența etnică a satului Enese
     Maghiari (97,79%)
     Necunoscut (0,38%)
     Alții (1,83%)
Componența confesională a satului Enese
     Romano-catolici (56,22%)
     Luterani (10,12%)
     Fără religie (5,6%)
     Reformați (1,3%)
     Necunoscută (25,96%)
     Alte religii (1,7%)
Conform recensământului din 2011, satul Enese avea 1.768 de locuitori. Din punct de vedere etnic, majoritatea locuitorilor (97,79%) erau maghiari. Apartenența etnică nu este cunoscută în cazul a 0,38% din locuitori.  Din punct de vedere confesional, majoritatea locuitorilor (56,22%) erau romano-catolici, existând și minorități de luterani (10,12%), persoane fără religie (5,6%) și reformați (1,3%). Pentru 25,96% din locuitori nu este cunoscută apartenența confesională.